# Air Bacang
Air Bacang is een bestuurslaag in het regentschap Kaur van de provincie Bengkulu, Indonesië. Air Bacang telt 1044 inwoners (volkstelling 2010).